# Intercepteur d'essence
 (octobre 2019).
Si vous disposez d'ouvrages ou d'articles de référence ou si vous connaissez des sites web de qualité traitant du thème abordé ici, merci de compléter l'article en donnant les références utiles à sa vérifiabilité et en les liant à la section « Notes et références ».
 (novembre 2019).

Diagramme d'intercepteur d'essence, diagramme montrant le fonctionnement d'un intercepteur d'essence

Intercepteur d'essence est un piège utilisé pour filtrer les hydrocarbures polluants du ruissellement des eaux de pluie. Il est généralement utilisé dans la construction de routes et sur les avant-postes des stations-service pour empêcher la contamination par le carburant des cours d'eau emportant les eaux de ruissellement.
Les intercepteurs d'essence partent du principe que certains hydrocarbures, tels que le pétrole et le diesel, flottent au-dessus de l'eau. L'eau contaminée pénètre dans l'intercepteur généralement après s'être écoulée des routes ou des avant-cours et dans un drain de canal avant d'être déposée dans le premier réservoir à l'intérieur de l'intercepteur. Le premier réservoir constitue une couche d'hydrocarbures ainsi que d'autres écumes. Les intercepteurs à essence disposent généralement de 3 réservoirs distincts reliés chacun à un tuyau plongeur, car de plus en plus de liquide pénètre dans celui-ci et de l'eau pénètre dans le deuxième réservoir, laissant la majeure partie de l'hydrocarbure à l'arrière car il ne peut pas pénétrer dans le tuyau plongeur dont l'ouverture dans le deuxième réservoir est inférieure. la surface de l'eau.
Cependant, certains contaminants peuvent pénétrer par hasard dans le second réservoir. Ce second réservoir n'accumulera pas autant d'hydrocarbures à sa surface. Comme précédemment, l'eau est poussée dans le troisième réservoir, par la dynamique des fluides, au fur et à mesure que de l'eau pénètre dans le second. Le troisième réservoir doit être pratiquement dégagé de tout hydrocarbure flottant à sa surface. Par précaution, le tuyau de sortie est également un tuyau plongeur. Lorsque l'eau quitte le troisième réservoir par le tuyau de sortie, elle ne doit pas contenir de contaminants.